# A Depot Romeo
A Depot Romeo è un cortometraggio muto del 1917 diretto da Arthur Hotaling e prodotto dalla Essanay di Chicago.

## Produzione
Il film fu prodotto dalla Essanay Film Manufacturing Company.

## Distribuzione
Distribuito dalla General Film Company, il film - un cortometraggio di una bobina - uscì nelle sale cinematografiche USA l'8 dicembre 1917.